# JR西日本271系電車
271系電車（271けいでんしゃ）は、西日本旅客鉄道（JR西日本）の直流特急用車両。2020年（令和2年）3月14日から運用を開始した。

## 概要
関西国際空港と大阪・京都・滋賀県南部を結ぶ特急「はるか」は、運行開始以来281系でのみ運転されてきた。同形式は6両編成を基本とし、多客期など必要に応じて3両の付属編成を増結した9両編成での運転を行っていたが、インバウンド需要の増加から「はるか」の利用客増への対応が問題となっていたことや、2020年（令和2年）夏の東京五輪や2025年（令和7年）の大阪・関西万博など国際的な大型イベント等の開催でさらなる利用拡大が想定されることから、JR西日本は新たに60億円を投じて「はるか」増結用車両の増備を行い、全ての列車を9両編成で運行することを決めた。これにより、1列車あたりの座席数は1.5倍になる。
増備に際し281系の製造から既に25年経過しており、281系に増結させることを前提とした新設計車両を製造することになったもので、3両編成×6本の計18両が製造された。
281系では2019年（平成31年）1月から基本編成に「ハローキティ」のラッピングが順次行われているが、本形式は全編成にハローキティのラッピングが行われている。

## 構造

### 車体
同社の287系を基本とし、さまざまな改良が加えられた。製造時は3両編成を基本としつつ、6両編成も組成可能な設計となっている。
外観では287系の形状を基本としているが、287系とは異なり運転台上部には前照灯が設置されていないほか、281系の特徴である前面貫通扉腰部をへこませた「インバースデザイン」を受け継いでいる。287系と同様にダブルスキン構造も取り入れている。白■をベースに屋根部分を濃いグレー、裾部分をブルー■というデザイン、窓横などには「スクエアドット」と呼ばれる青色の模様なども281系から継承している。281系との併結時の一体感を感じさせるとともに、南紀方面に向かう特急「くろしお」との誤乗車を防ぐため、開発段階でホームに居てもはるかであることが一目で判るように配慮したという。なお、281系にある屋根のJRマークは無い。
前面は287系同様の両開き貫通扉を備えているが、営業運転で併結する281系の貫通扉は非常用のため、幌を利用した車内通り抜けは実施されていない。
287系や225系などに導入されているオフセット衝突対策や衝撃吸収構造の採用などにより車体構造を強化している。ダブルスキン構体の一部の板部材に、切り欠きを入れることで衝撃吸収の効果を高めるフォールディングスリットを取り入れ、さらにガイド板を追加したことで衝突時の運転士の保護能力と安全性を高めている。
EB-N装置の採用、ATS-SWとATS-Pの機器の二重化など統合型保安車上装置のシステム設置により、安全に関する対策も強化されている。

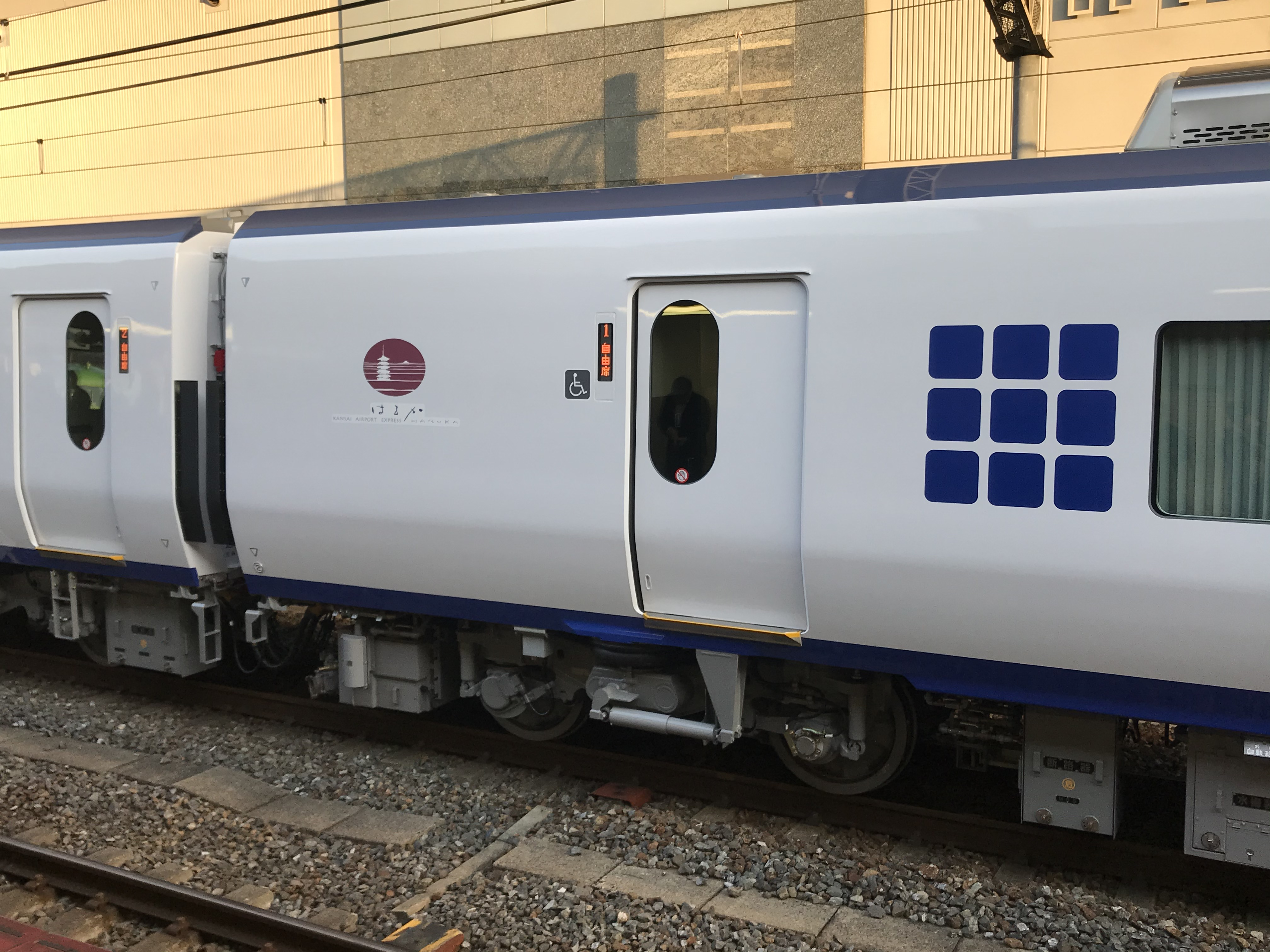
車両ロゴ （2019年11月8日 京都駅）
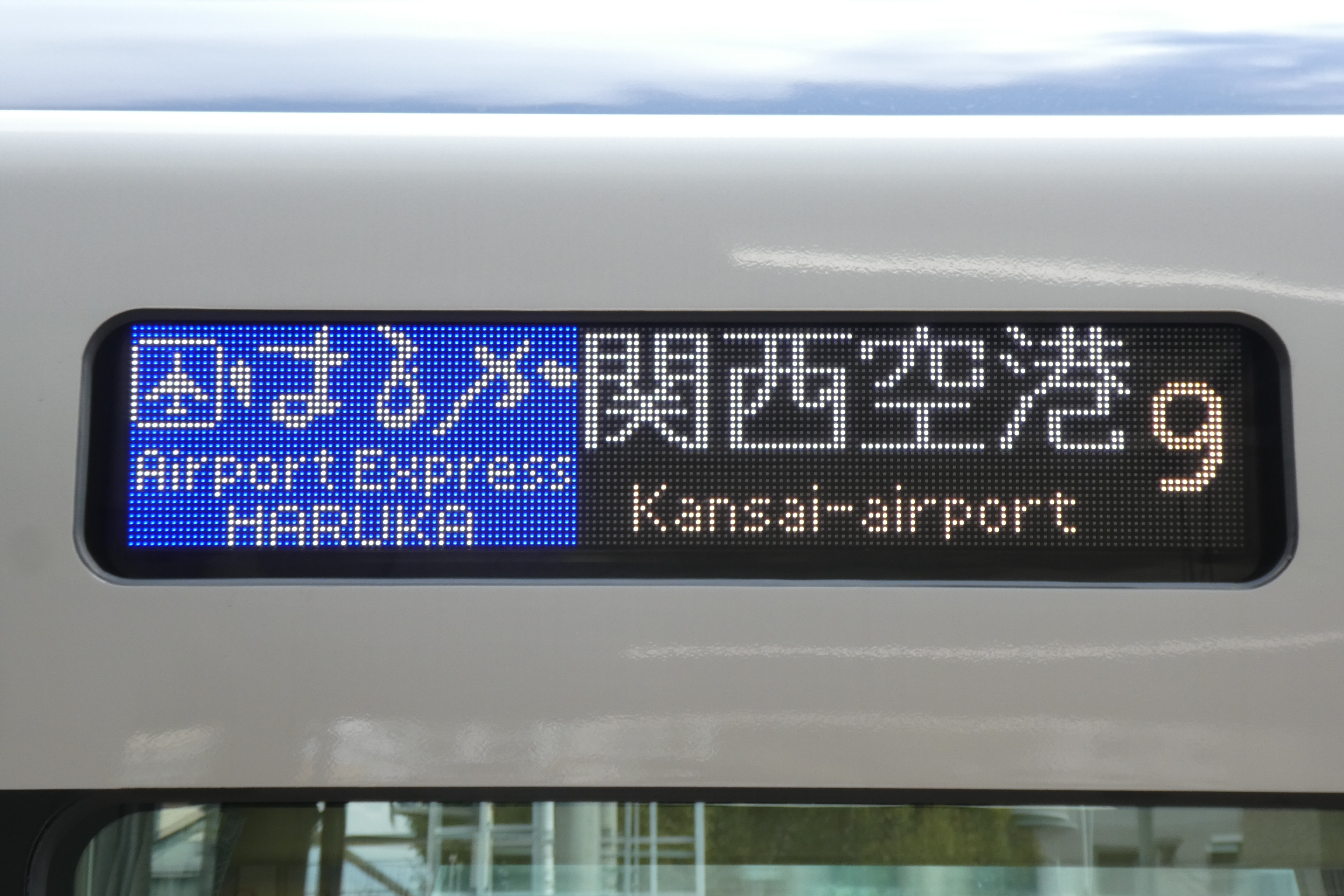
側面の種別行先表示器 （2020年3月19日 京都駅）
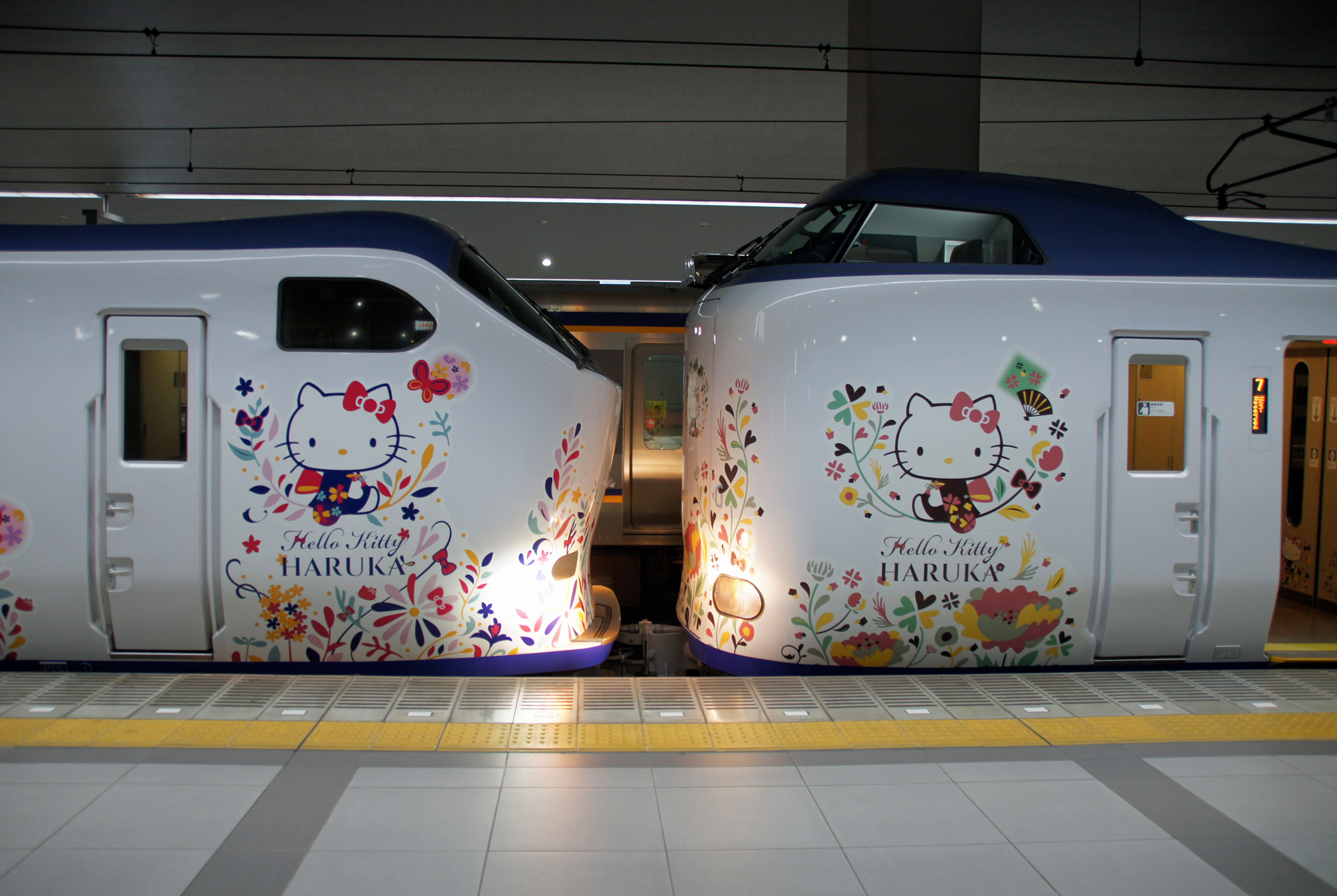
281系（左）と271系の連結部 （2020年3月18日 関西空港駅）

### 走行機器
主電動機はPGセンサレスの全閉式かご形三相誘導電動機である。排風絞りはない。走行時の車内での低騒音化にも貢献している。
主回路装置は323系に準じたフルSiC-MOSFET素子適用し、インバータ損失低減と高周波変調による主電動機の省エネ化を図っている。メタル線指令とデジタル伝送を組み合わせたシステムを採用し、281系との併結運転を可能にしているの WPC16形VVVFインバータ制御装置 を搭載し、補助電源（SIV）と一体箱構成とした。ブレーキ制御方式は全電気指令式、システムは287系に準じており、各台車付近に MBS-Aブレーキ作用装置 を1台搭載する。
電動空気圧縮機は、従来のスクリュー式に代わり、スクロール式をクモハ271形に1台搭載している。
集電装置は323系などで使用している直流用シングルアーム式パンタグラフをクモハ271形の連結寄りに1基設置している。

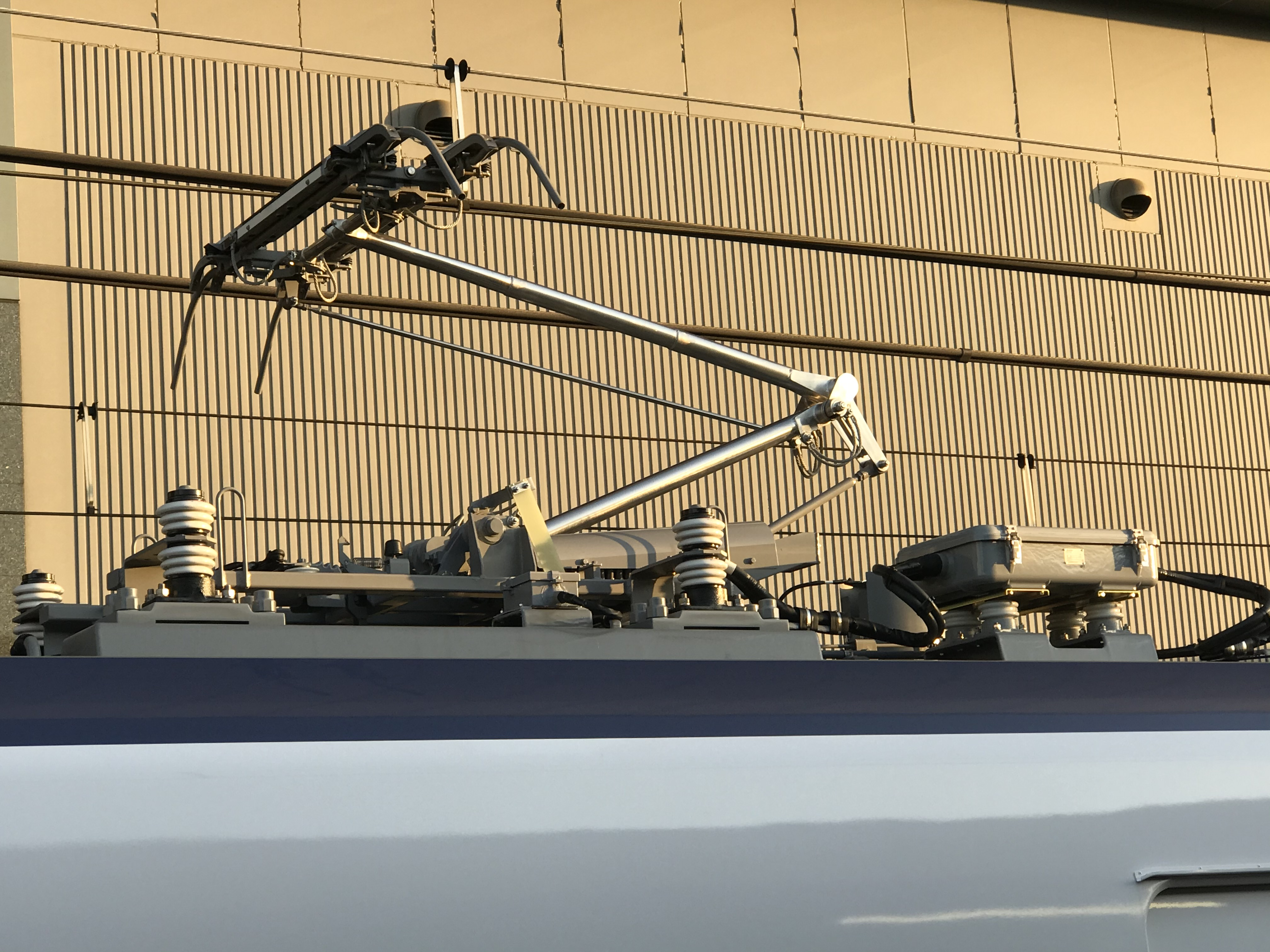
集電装置

台車は WDT67形台車（動力台車）をクモハ271形とモハ270形の後位側とクモハ270形の前位側に、WTR249C形台車（付随台車）をクモハ271形の前位側とクモハ270形の後位側に、WTR249B形台車（付随台車）をモハ270形の前位側に装着する。
ブレーキ装置は、常用ブレーキ使用時に、回生ブレーキと車両に搭載されているデジタル伝送装置が連動する仕組みとなっている。これにより編成基準軸速度のデータを基準にして、回生ブレーキを駆使した滑走制御が行われる。287系で採用された駐車ブレーキが備わっている。耐雪ブレーキ・抑速ブレーキなど各種ブレーキは287系と同様、メタル線による引き通しと伝送指令で制御されるようになっている。

### 車内
車内のカラーリングにおいては、華やかさや上品さをコンセプトとした281系を受け継ぎつつ、数々の新技術も導入された。多言語表示にも対応した液晶ディスプレイ2画面による情報案内装置を設置。JR西日本の在来線車両では初となる、編成内の全ての座席にコンセントの設置を実現した。天井の高さは2,220 mmと、287系に比べて70 mm高くなった。荷物置き場は、従来デッキ部分に3段式で設置されていたものを、大型スーツケースを考慮して2段式となり、セキュリティも考慮し客室内に移した。客室、荷物置場、デッキなど、セキュリティ強化のため1両あたり8 - 9台の防犯カメラを搭載している。車いす対応の大型トイレを備え、洗面台には鏡にLED照明が埋め込まれ、自動で水やハンドソープが出るようになるなど、快適性の向上が見られる。フリーWi-Fiによるインターネットの接続も可能。

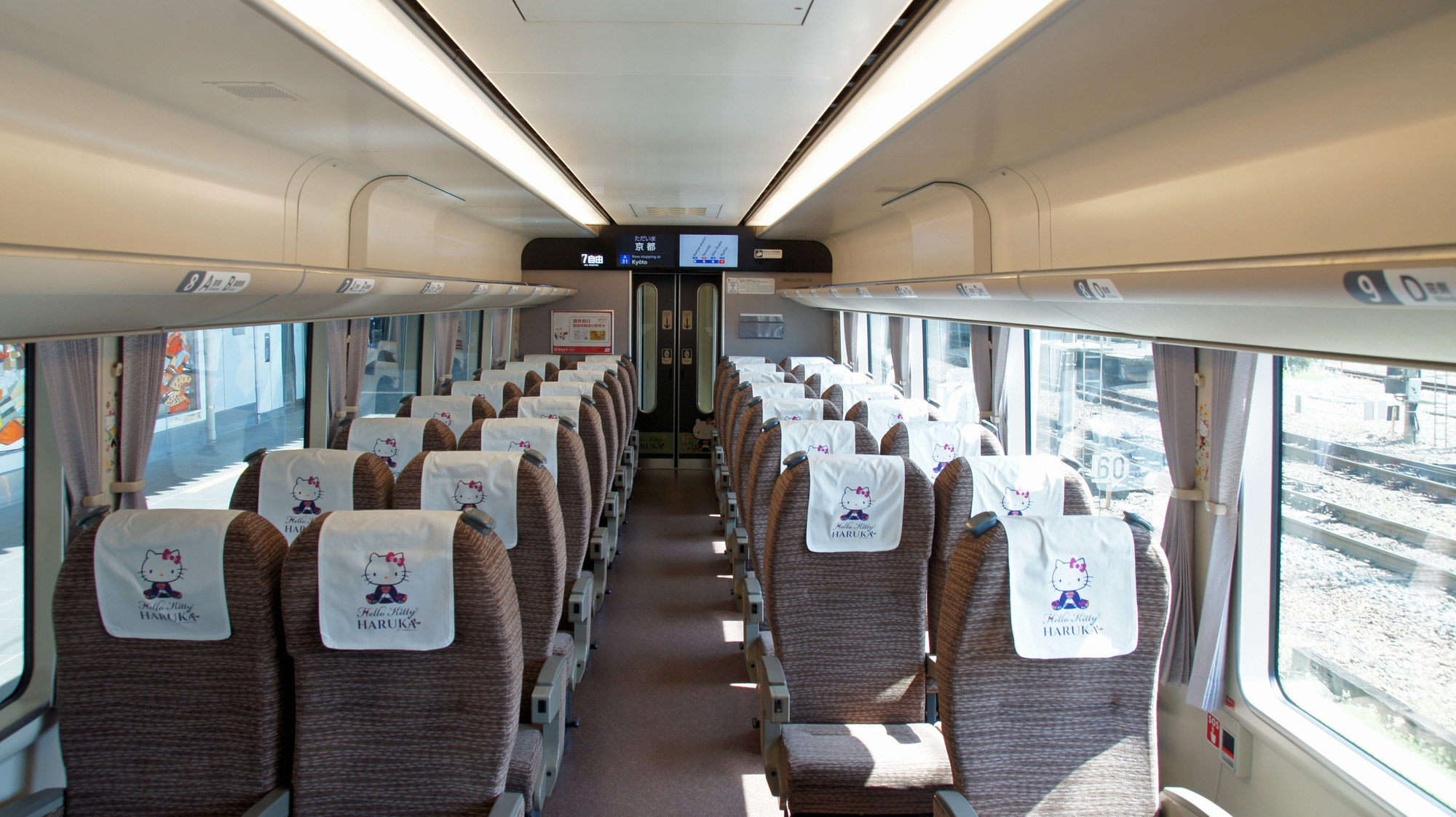
客室内
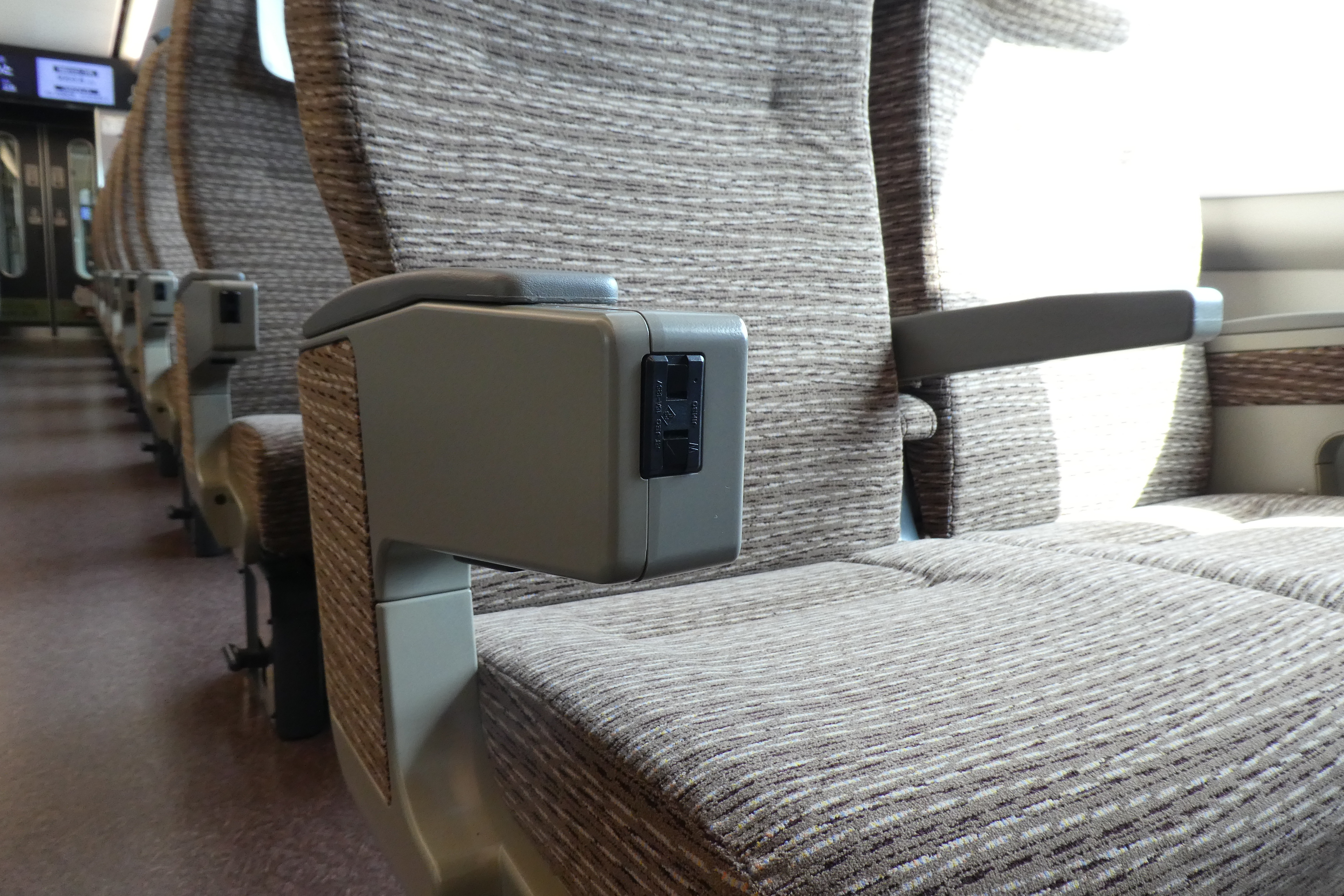
肘掛に設置されているモバイル用コンセント
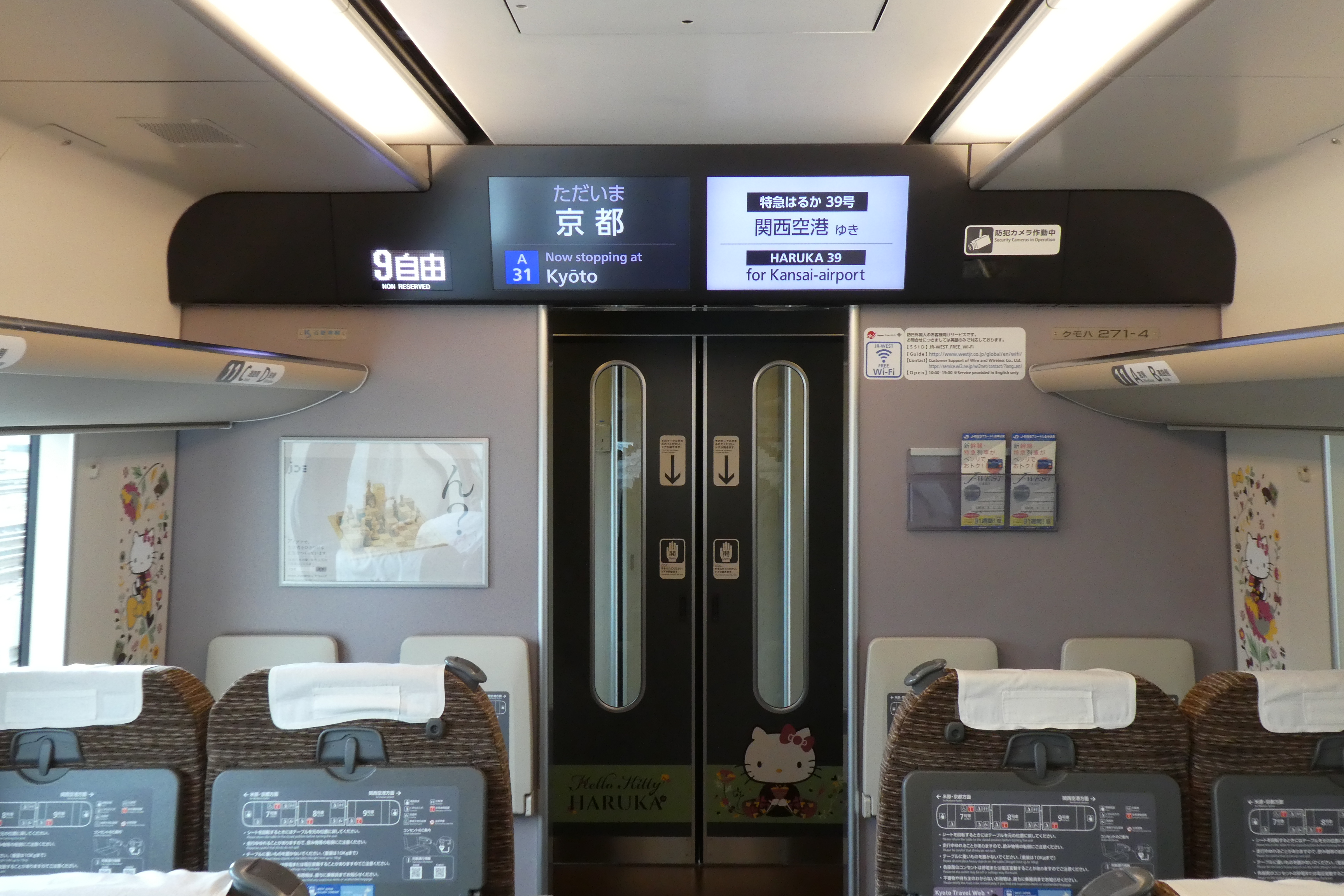
車内ディスプレイ
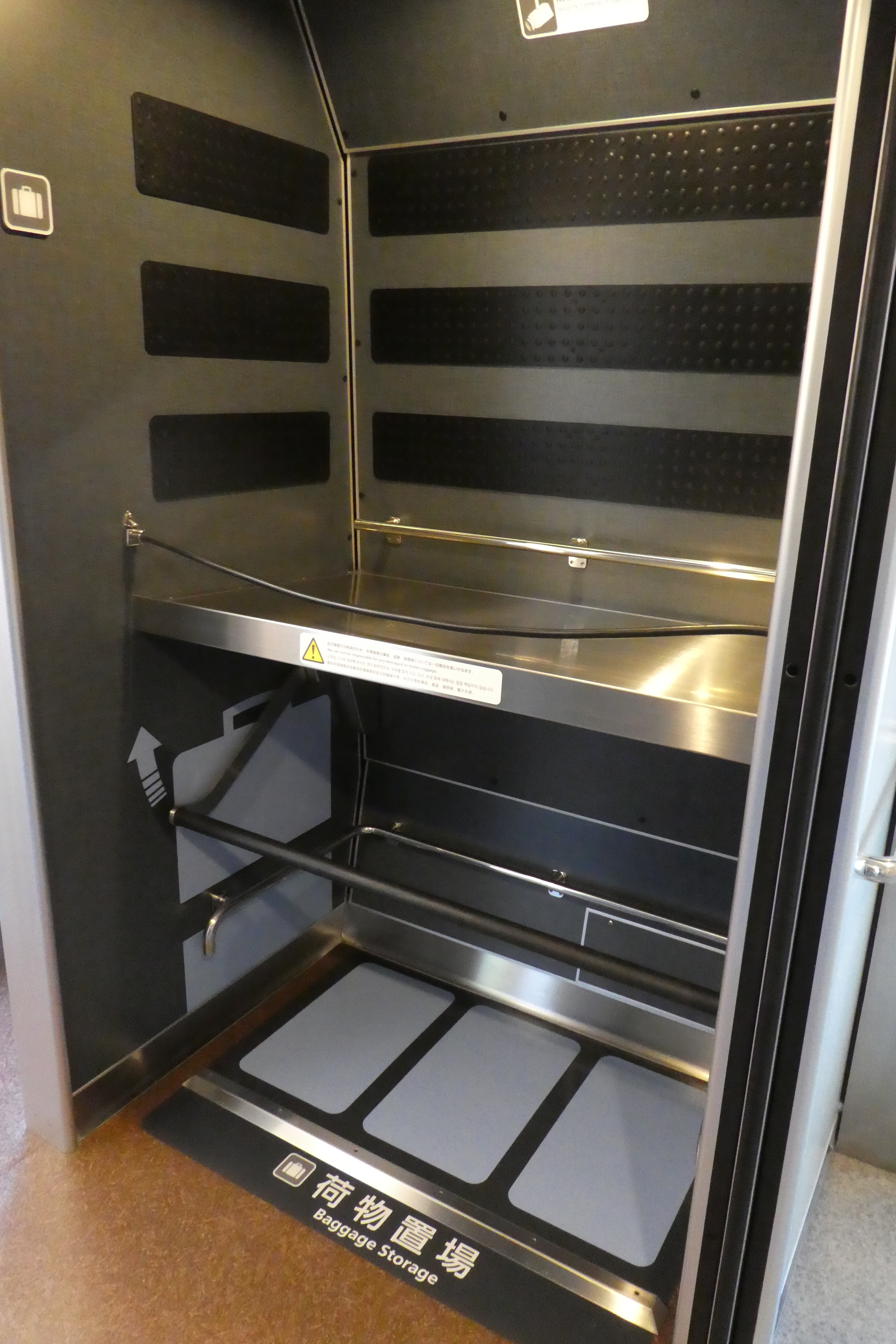
荷物置場

## 形式・編成
287系同様、0.5M方式を採用した全電動車編成としている。前述のとおり、2019年（令和元年）時点では281系への増結用の付属編成のみが製造されている。グリーン車は設定されておらず、普通車のみで組成される。281系6両編成の関西空港方に併結する運用のため、野洲方先頭車のクモハ270形は営業運転で先頭に立つことはない。
- クモハ270形（M'c）

制御電動車。定員34名。制御装置・補助電源装置を備える。車椅子対応座席（2席）、後位側に多機能トイレ・男性用小便所・洗面所を備える。
- モハ270形（M'）

中間電動車。定員44名。制御装置・補助電源装置を備える。前位側に洋式トイレ・男性用小便所・洗面所を備える。
- クモハ271形（Mc）

制御電動車。定員44名。制御装置・補助電源装置・電動空気圧縮機・集電装置（1基）を備える。

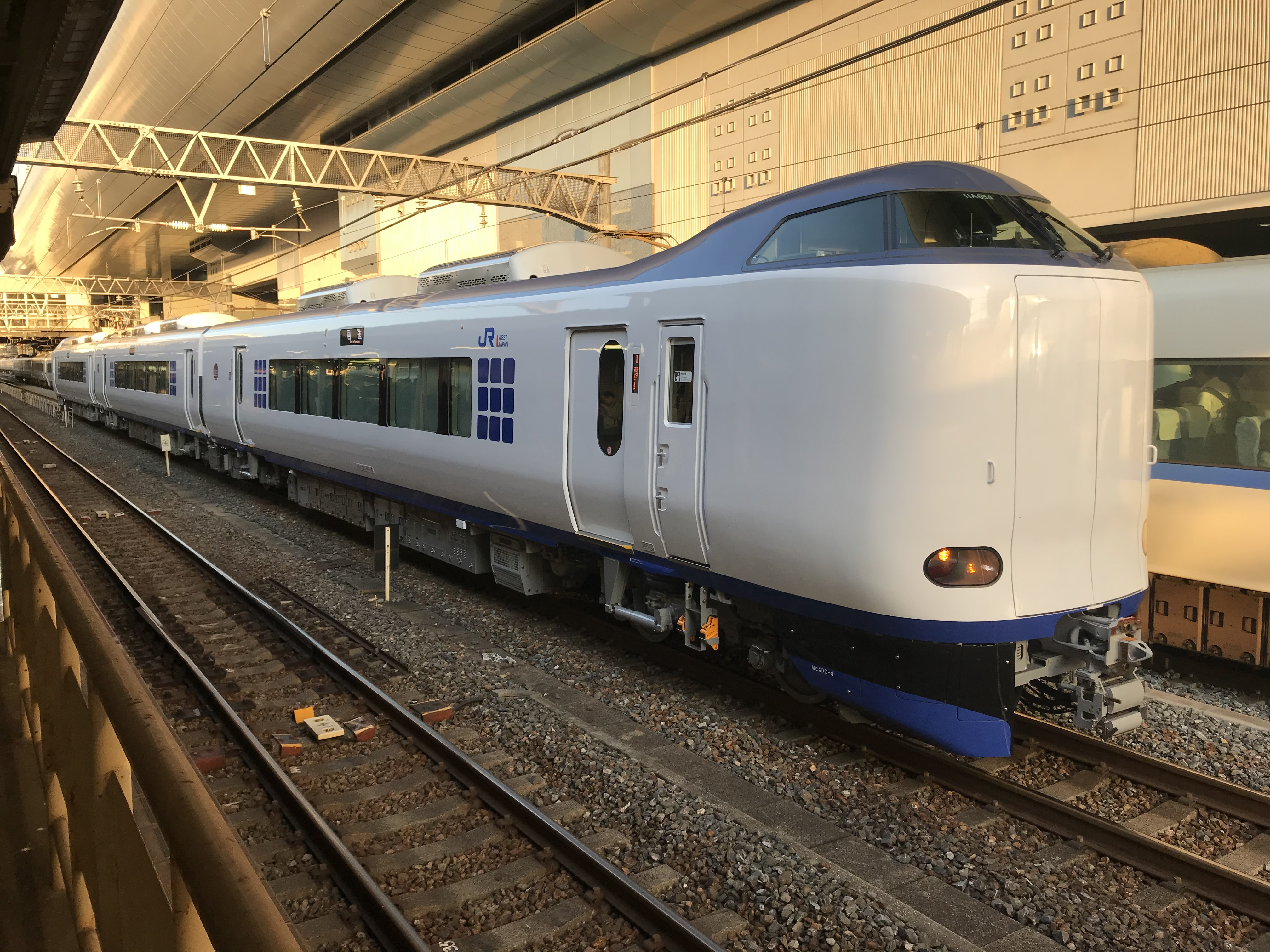
クモハ270-4 （2019年11月8日 京都駅）
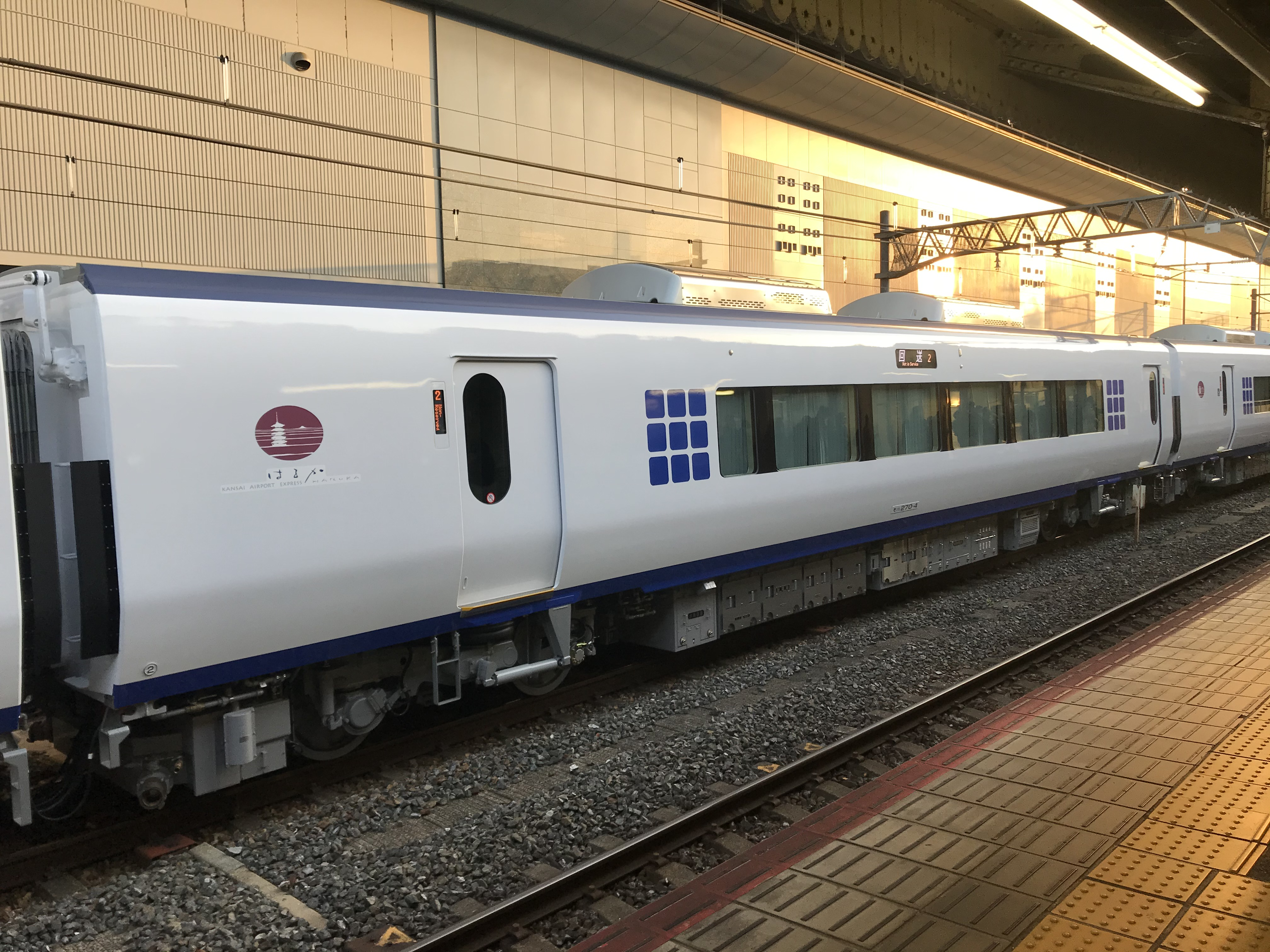
モハ270-4 （2019年11月8日 京都駅）
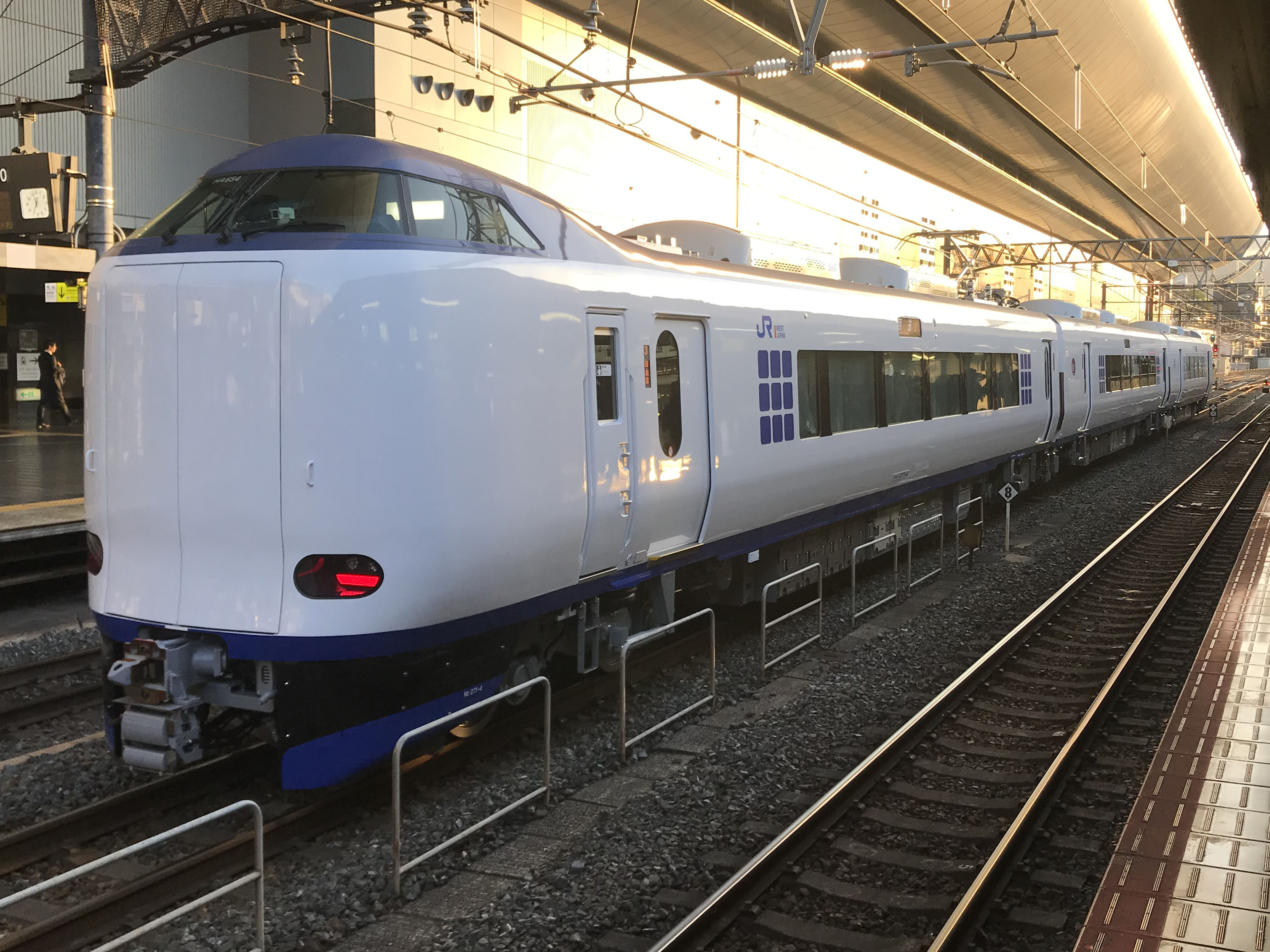
クモハ271-4 （2019年11月8日 京都駅）

| ← 野洲・京都関西空港 → | ← 野洲・京都関西空港 → | ← 野洲・京都関西空港 → | ← 野洲・京都関西空港 →  |
| ---------------------- | ---------------------- | ---------------------- | ----------------------- |
| 形式                   | クモハ270 -#0 （M'c）  | モハ270 -#0 （M'）     | ＜ クモハ271 -#0 （Mc） |
| 定員                   | 34                     | 44                     | 44                      |
| 機器                   | V・SIV                 | V・SIV                 | V・SIV・CP              |

凡例
- V：制御装置
- SIV：補助電源装置
- CP：電動空気圧縮機

## 運用

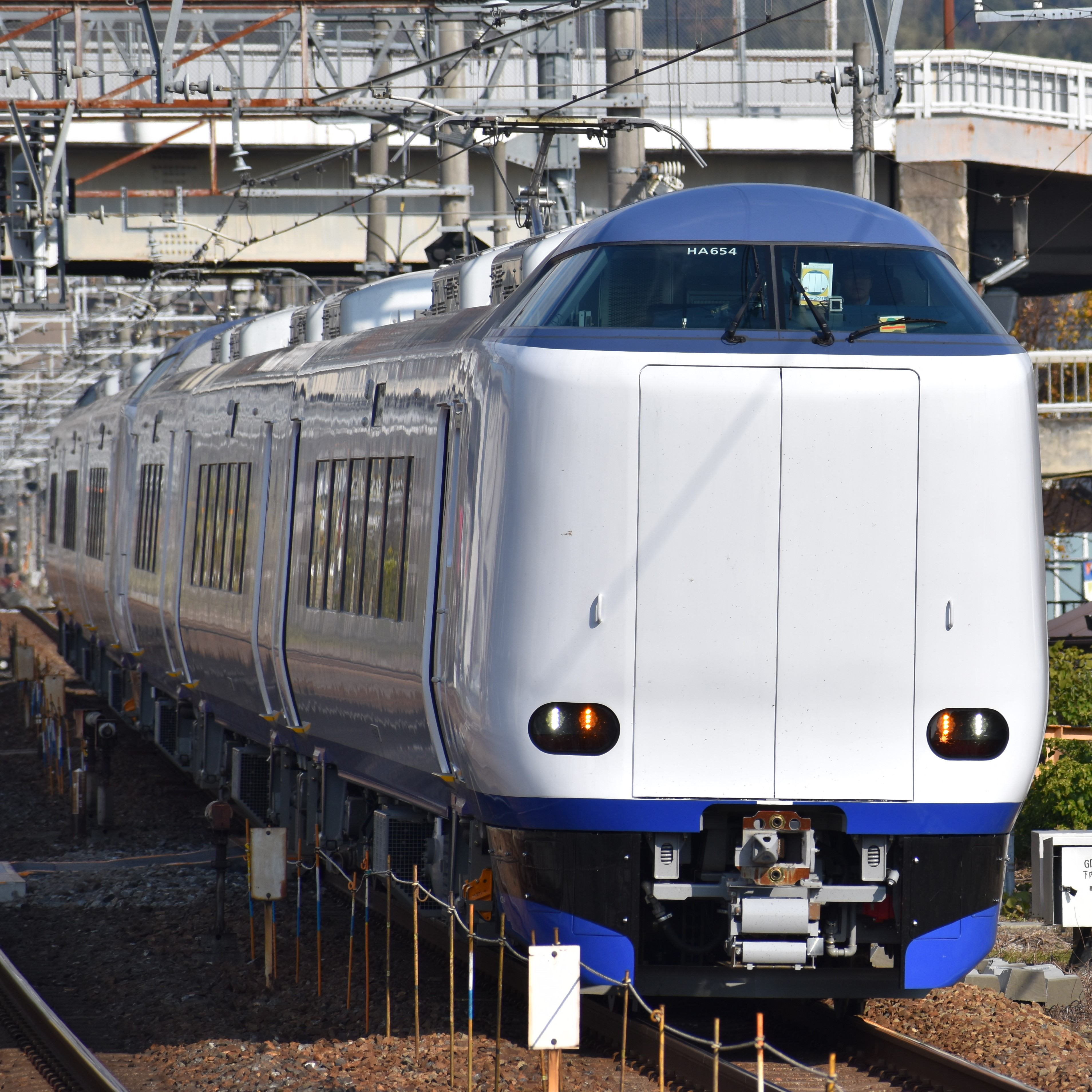
試運転を行う271系
(2019年12月14日 島本駅)

2025年（令和7年）4月1日現在、全車吹田総合車両所日根野支所に配置されており、281系6両編成と併結の上で関空特急「はるか」として東海道本線（琵琶湖線・JR京都線）・大阪環状線・阪和線・関西空港線などで運用されている。2031年（令和13年）開業予定のなにわ筋線を走ることを見据えての設計がされており、将来的な281系の置き換えも可能な設計となっている。
なお、新型コロナウイルス感染症の拡大による利用者の減少を受け、2020年（令和2年）4月1日から当分の間、「はるか」を6両編成で運行することになり、元々3両編成単体での運用がなかった本形式は運用から外れた。その後、翌2021年（令和3年）3月13日のダイヤ改正より一部の列車で9両編成の運転が再開され、本形式も運用に復帰した。2023年（令和5年）8月には、「はるか」の9両運転が拡大されたため、全ての3両付属編成が運用されるようになった。
2022年（令和4年）8月6日には、団体臨時列車として伯備線へ初入線した。

## 沿革
- 2019年（令和元年）

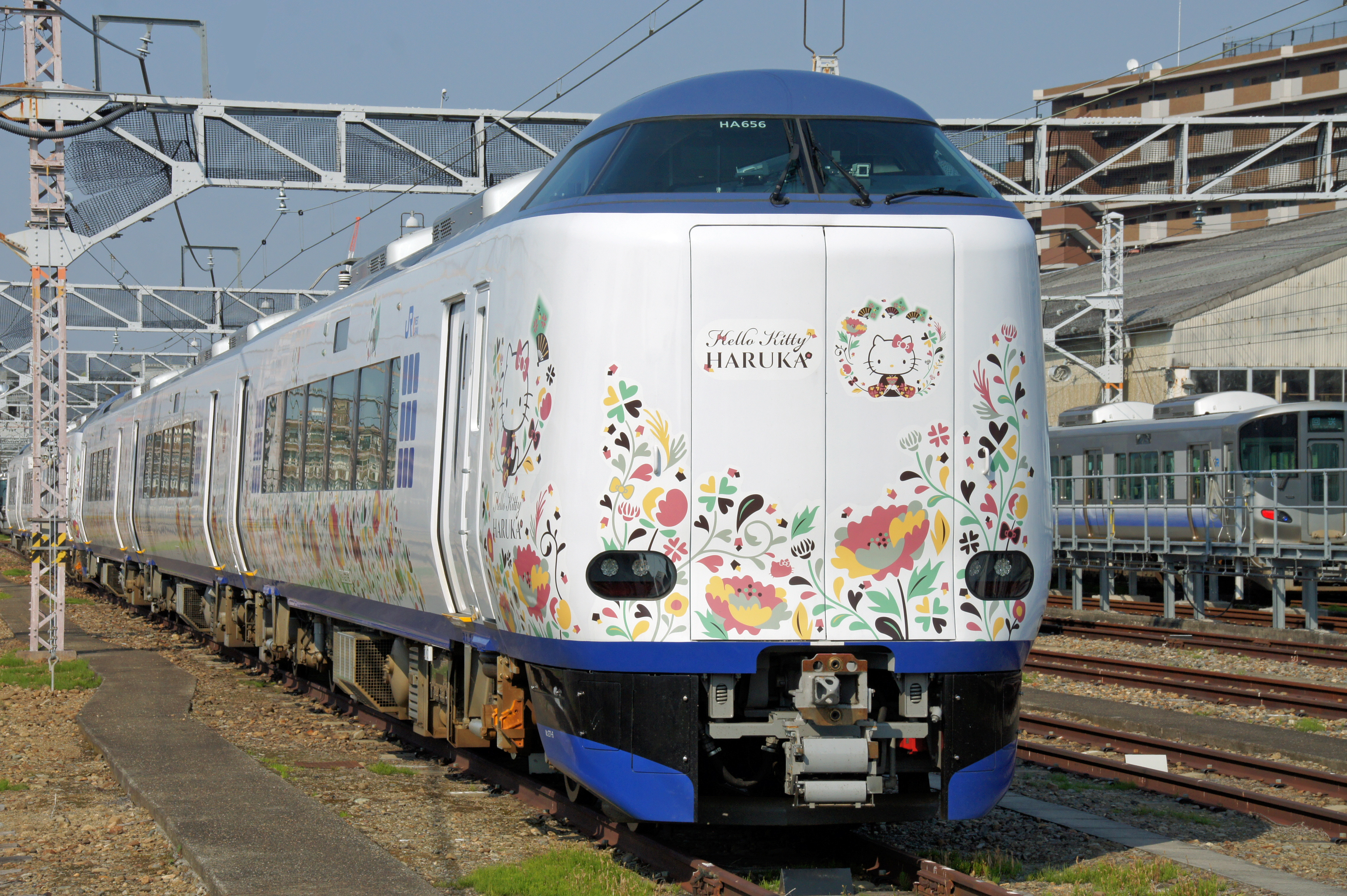
吹田総合車両所日根野支所鳳派出所で留置されている271系

  - 6月19日：社長会見で特急「はるか」へ新型車両を投入を発表[5]。
  - 7月10日：報道公開が実施される[7]。
  - 7月11日：HA651・HA652編成が出場し、試運転開始[24][25]。
  - 7月31日：HA653・HA654編成が出場し、試運転開始[26]。
  - 9月3日：HA655・HA656編成が出場し、試運転開始[27]。
- 2020年（令和2年）
  - 3月14日：運用開始[2][3]。
  - 4月1日：新型コロナウイルス感染症による乗客減のため、6両編成で運転されることになったため運用を外れる[20]。
- 2021年（令和3年）
  - 3月13日：1・2・4・15号が9両編成で運転されることになったため運用を再開[28]。
  - 11月23日：271系6両を使用した「271系新型ハローキティはるかで行く 車両基地入線日帰りの旅」実施[29][30]。翌年1月9日・2月12日にも追加で実施[31][32][33][34]。
- 2022年（令和4年）
  - 8月6日 - 8月7日：271系6両を使用した岡山デスティネーションキャンペーン「ハローキティと一緒に『ハローキティ はるか号』で行く 倉敷・尾道・福山」実施[21][22][23]。
- 2023年（令和5年）
  - 8月4日：水際対策緩和に伴う利用者増加を見越し、「はるか」の9両運転が拡大されたため、281系を含む全ての3両付属編成の運用が拡大。

## 編成表
2025年（令和7年）4月1日現在
- 全車近畿車輌製[19]
- 全車ハローキティラッピング「Ougi」実施[19]

| ← 野洲・京都関西空港 → | ← 野洲・京都関西空港 → | ← 野洲・京都関西空港 → | ← 野洲・京都関西空港 → | ← 野洲・京都関西空港 → | ← 野洲・京都関西空港 → | ← 野洲・京都関西空港 → | ← 野洲・京都関西空港 → |
| ---------------------- | ---------------------- | ---------------------- | ---------------------- | ---------------------- | ---------------------- | ---------------------- | ---------------------- |
| 編成番号               | クモハ 270             | モハ 270               | クモハ 271             | 落成日                 | ラッピング             | ラッピング             | 備考                   |
| 編成番号               | クモハ 270             | モハ 270               | クモハ 271             | 落成日                 | 実施日                 | 解除日                 | 備考                   |
| HA651                  | 1                      | 1                      | 1                      | 2019/07/11             | 2019/12/13             |                        |                        |
| HA652                  | 2                      | 2                      | 2                      | 2019/07/11             | 2020/01/10             |                        |                        |
| HA653                  | 3                      | 3                      | 3                      | 2019/07/31             | 2020/01/31             |                        |                        |
| HA654                  | 4                      | 4                      | 4                      | 2019/07/31             | 2020/02/04             |                        |                        |
| HA655                  | 5                      | 5                      | 5                      | 2019/09/03             | 2020/02/07             |                        |                        |
| HA656                  | 6                      | 6                      | 6                      | 2019/09/03             | 2020/02/28             |                        |                        |